# Gravação e reprodução sonora

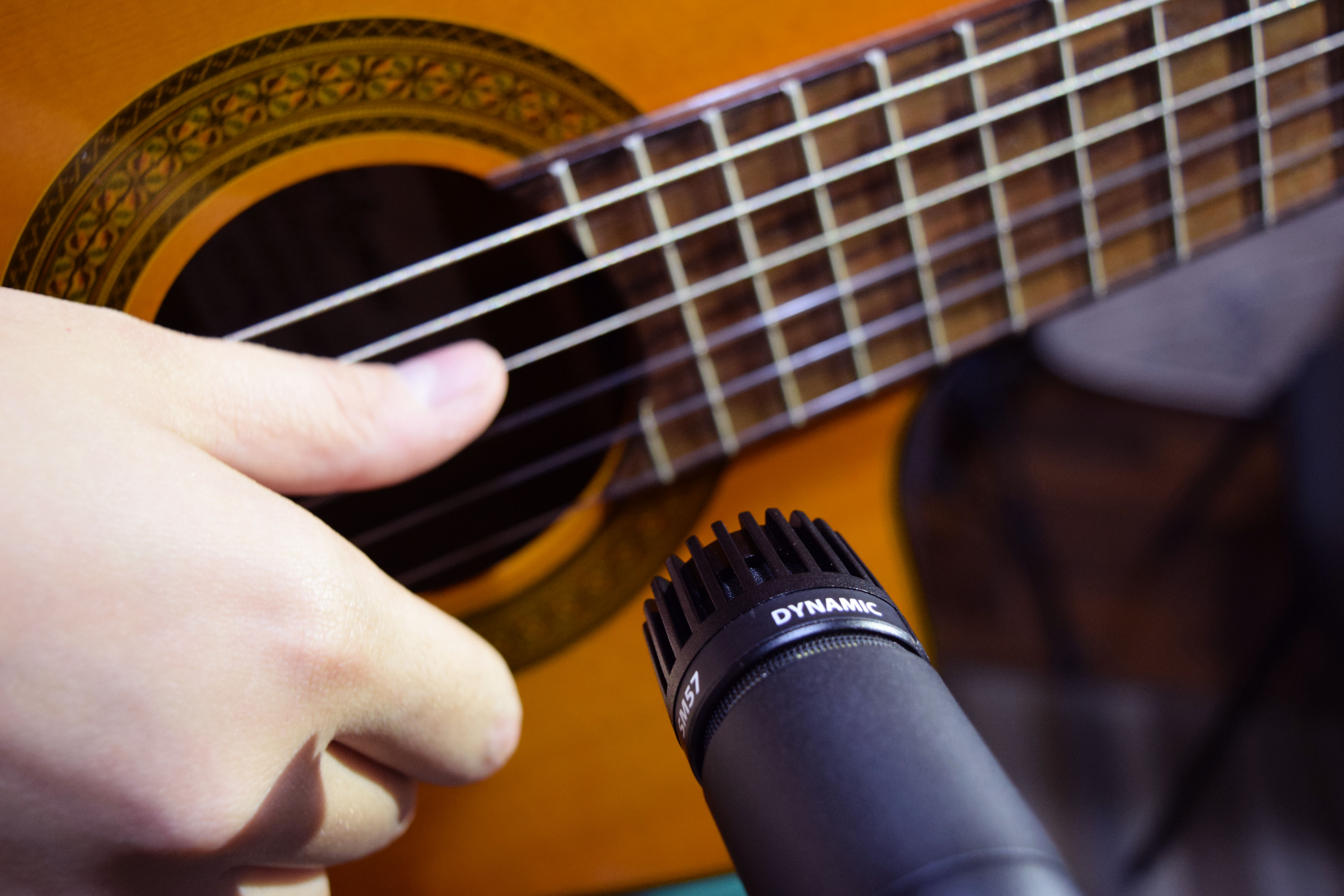
Gravação de instrumento acústico com microfone direcional.

A gravação e a reprodução sonora, é obtida através de um equipamento eléctrico ou mecânico de gravação e reprodução de ondas sonoras como, voz, canto, música ou efeitos sonoros. As duas principais classes de tecnologia de gravação são a gravação analógica e a gravação digital. A gravação analógica é efectuada através de um microfone de diafragma que pode detectar mudanças na pressão atmosférica (ondas sonoras acústicas) e gravá-las como ondas sonoras em um equipamento próprio, como um fonógrafo (na qual um estilete cria ranhuras sobre um determinado meio) ou fita magnética na qual as ondas eléctricas saídas de um microfone são convertidas em flutuação electromagnética (fluxo) que modulam um sinal eléctrico. A reprodução sonora analógica é o processo inverso, utilizando um altifalante de diafragma causando mudanças de pressão atmosférica para formar ondas acústicas. As ondas sonoras geradas electronicamente, também podem ser gravadas a partir de dispositivos como um captador de guitarra eléctrica ou um sintetizador, sem recorrer à utilização de meios acústicos para a sua captação.
A gravação e a reprodução sonora digital, utiliza a mesma tecnologia que a gravação e a reprodução sonora analógica, com o acréscimo da digitalização das ondas sonoras, permitindo por isso ser armazenadas e transmitidos através de uma maior variedade de meios de comunicação. Os dados numéricos binário digitais, são uma representação dos pontos vectoriais analógico da informação bruta da taxa de amostragem sonora mais frequentemente, em que o ouvido humano tem capacidade para distinguir as diferenças de qualidade. As gravações digitais não são, necessariamente, uma maior taxa de amostragem, mas são muitas vezes considerados de maior qualidade por causa da menor interferência de ruído e de interferências electromagnéticas na reprodução e menor deterioração mecânica da corrosão ou manuseio inadequado do suporte de armazenamento. Um sinal de áudio digital, quando convertido, assemelha-se a um sinal analógico, ao contrário de um sinal digital puro binário que só seria percebido como uma vibração sonora (ruído de fundo) pelo ouvido humano.

## História

### Origens
A reprodução automática de música pode ser rasteada até ao século IX, quando os irmãos Banū Mūsā inventaram "o instrumento musical mecânico mais antigo conhecido", um órgão hidro alimentado que tocava cilindros intercambiáveis automaticamente. De acordo com Charles B. Fowler, estes "cilindro com pinos levantadas sobre a superfície, foram o dispositivo básico para produzir e reproduzir música mecanicamente até a segunda metade do século XIX".  Os  irmãos Banū, também inventaram um flautista mecânico que parece de ter sido a primeira máquina programável conhecida.
No século XIV, na Flandres apareceu a campainha mecânica controlada por um cilindro rotativo. Aparelhos de desenho similar apareceram nos Realejos  (Século XV), relógios musicais (1598), pianolas (1805), e caixas de música (1815). Todas estas máquinas podiam reproduzir música pré-programada, mas não podiam tocar sons de forma arbitrária, não podiam gravar uma execução ao vivo e eram limitados pelo seu tamanho físico. O primeiro aparelho com capacidade para gravar sons mecanicamente, foi o fonoautógrafo, desenvolvido em 1857 por Édouard-Léon Scott de Martinville, no entanto não era capaz de reproduzir os sons gravados. Uma das suas primeiras gravações, Au Clair de la Lune, uma canção popular francesa, foi convertido em som digital em 2008. Acredita-se ser a mais antiga gravação reconhecível existente de uma voz humana. Desde que a gravação foi recuperada a mesma equipa já recuperou uma gravação de um diapasão de 435 Hz (à altura o padrão francês para a afinação da nota Lá – agora 440 Hz). O som do diapasão quase que não se ouve, no entanto esta segunda gravação tornou-se a mais antiga gravação conhecida de um som identificável.
A pianola, cuja primeira aparição foi em 1876, usava um rolo de papel perfurado que armazenava arbitrariamente um longo trecho de música. Este rolo era movido ao longo de um dispositivo que inicialmente tinha 58 buracos, sendo ampliado para 65 e, em seguida, para 88 buracos (em geral, um para cada tecla). Quando uma perfuração atravessava o buraco, fazia a nota soar. Os rolos de pianola, foram a primeira forma de armazenamento de música que poderiam ser produzidos em massa, embora o equipamento para a reproduzir fossem demasiado caros para o uso pessoal. A tecnologia para gravar uma execução ao vivo em um rolo de pianola não foi desenvolvida até 1904. Os rolos de pianola foram produzidos em massa de forma contínua desde 1898. Em 1908, em um caso de direitos de autor da Suprema Corte dos Estados Unidos, foi observado que em 1902, havia entre 70 000 e 75 000 pianolas fabricadas, e entre 1 000 000 e 1 500 000 rolos de pianola produzidos. A utilização da pianola começou a declinar na década de 1920, embora ainda hoje sejam feitas algumas variantes. O órgão de feira, desenvolvido em 1892, utilizou um sistema semelhante, um tipo de cartão perfurado dobrado em forma de acordeão.

## Fonógrafo

### Fonógrafo de cilindro

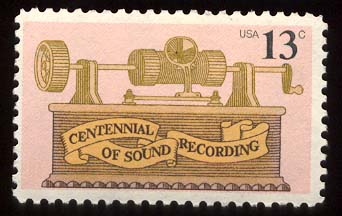
Um fonógrafo de cilindro retratado num selo dos Correios dos EUA, comemorativo dos cem anos da gravação sonora.

Na prática, o primeiro dispositivo de gravação e reprodução sonora mecânico foi o fonógrafo de cilindro, inventado por Thomas Edison em 1877 e patenteado em 1878. A invenção foi muito bem aceita e espalhou-se rapidamente por todo o mundo e, durante as duas décadas seguintes, a gravação comercial, distribuição e venda de gravações sonoras tornou-se o negócio de maior crescimento da indústria internacional, com as gravações mais populares a venderem milhões de unidades até o início da década de 1900. O desenvolvimento de técnicas de produção em massa permitiu que as gravações em cilindros se tornassem um importante novo item para os consumidor nos países industrializados, sendo o cilindro, o formato principal de consumo dos finais da década de 1880 até cerca de 1910.

### Fonógrafo de disco
O próximo grande passo no desenvolvimento técnico do fonógrafo foi a invenção do fonógrafo de disco, mais conhecido por gramofone, geralmente creditado a Emile Berliner e introduzido comercialmente nos EUA em 1889. Os discos eram mais fáceis de produzir, transportar e armazenar e tinham a vantagem adicional de poderem ter duas gravações, na frente e no verso, em vez de uma única suportada pelos cilindros. As vendas das gravações em disco de gramofone, ultrapassaram o cilindro em 1910 e, até ao final da I Guerra Mundial, o disco tornou-se o formato comercial de gravação dominante. Edison, que era o principal produtor de cilindros, criou a Edison Disc Record, numa tentativa de reconquistar o seu mercado. Gradualmente, o formato de disco áudio tornou-se o principal meio de consumo de gravações sonoras, prevalecendo até finais do século XX, tendo o disco de 78rpm sido o formato mais comum desde 1910 até ao final da década de 1950.
Apesar de universalmente não haver qualquer velocidade padronizada e várias empresas que comercializam discos com reprodução a várias velocidades, as grandes empresas de gravação acabaram por seguir o padrão das 78 Rpm (rotações por minuto), apesar de a velocidade real diferir entre os EUA e o resto do mundo. A velocidade especificada foi de 78,26 Rpm nos EUA e 77,92 no resto do mundo, a diferença de velocidades resultava da diferença das frequências da alimentação Fazendo com que o motor rodasse com uma ligeira diferença. A velocidade do disco deu origem a sua alcunha o "setenta e oito". Os discos eram feitos material frágil como a goma laca ou similares derivados de plástico, sendo as agulhas feitas de uma variedade de materiais, incluindo aço, carbono, espinhos e até safira. Os discos tinham uma vida bastante limitada a dependendo da forma como eles eram reproduzidos.
Os primitivos, métodos puramente acústicos de gravação tinham uma sensibilidade e frequências limitadas. As frequências intermédias de notas eram gravadas, mas muito baixas (graves) e as muito altas (agudos) não. Instrumentos como o violino não eram transferidos correctamente para disco, no entanto este problema, foi parcialmente resolvido com a montagem, na parte traseira, de uma buzina cónica que funcionava como uma caixa acústica. A buzina foi eliminada assim que se desenvolveu a gravação electrónica.
O disco de vinil  foi inventado por um engenheiro húngaro Peter Carl Goldmark, tendo sido introduzido no final dos anos 40. Os dois principais formatos de vinil, o de 7 polegadas a 45 rpm (single) e o de 12 polegadas (LP - long-playing) a 33 1/3 rpm substituíram totalmente o disco de 78 rpm até o final da década de 1950. O vinil oferecia um melhor desempenho, tanto na impressão como na reprodução e passou a ser utilizado um estilete de diamante polido para a sua reprodução (ver: Cápsula fonocaptora). Os discos de vinil foram, com excesso de optimismo, anunciados como "inquebráveis". De facto não eram, mas a sua resistência era muito superior em relação aos frágeis e quebradiços discos de laca. Eram quase todos de cor negra, mas apareciam algumas variantes, como discos translúcidos, vermelhos, etc.

## Gravação eletrônica

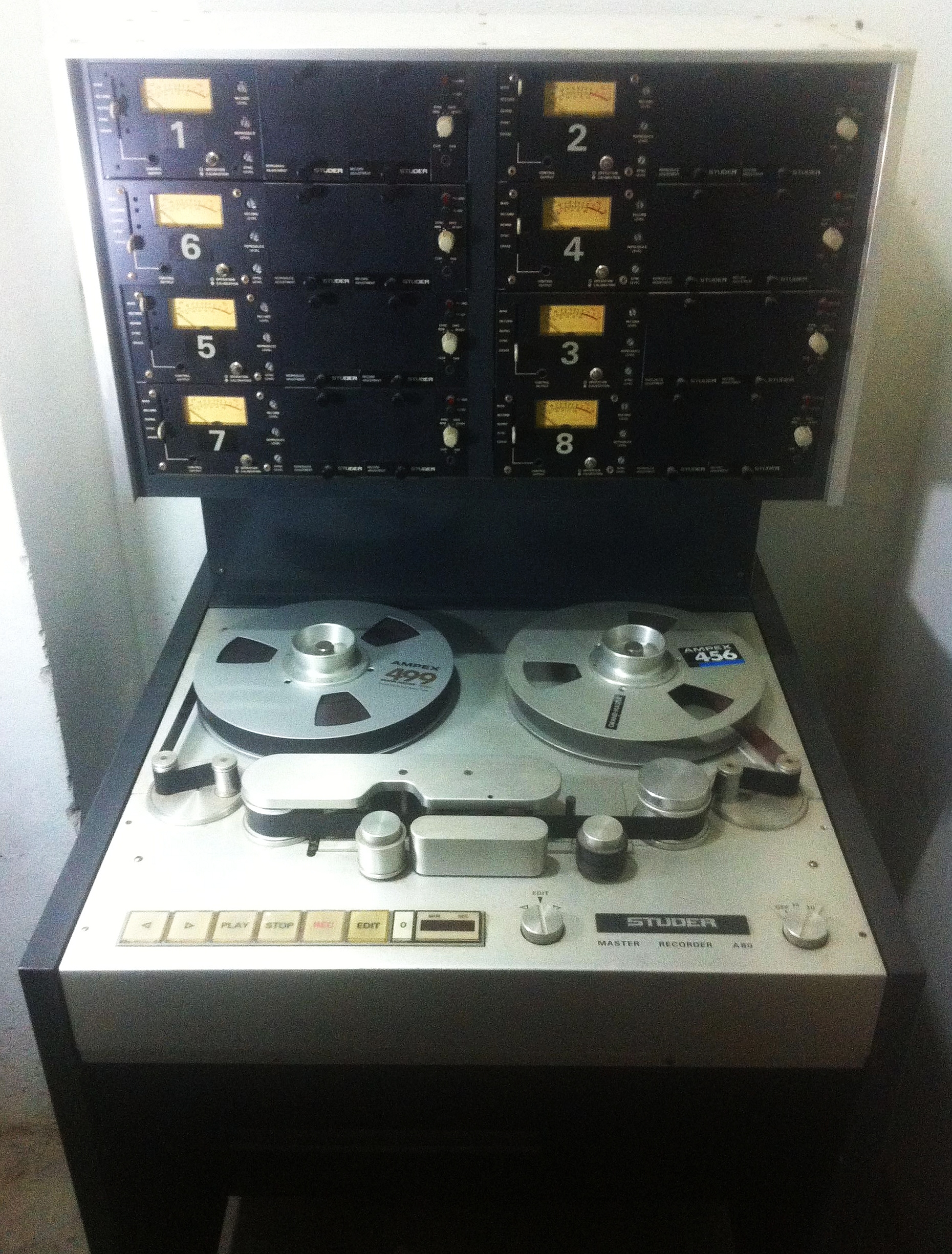
Studer A80, gravador analógico de áudio de oito canais

A gravação sonora começou como um processo mecânico e assim permaneceu até o início dos anos 1920 (com a excepção do Telegraphone de 1899), quando uma série de invenções inovadoras no domínio da electrónica revolucionaram a jovem indústria do som e da gravação. Esta revolução incluía som os microfones, as colunas e de diversos dispositivos electrónicos, como as mesas de mistura, desenhadas para o amplificação e modificação de sinais eléctricos sonoros.
Após o fonógrafo de Edison, provavelmente os mais significativos avanços na gravação foram os sistemas electrónicos, inventado por dois cientistas americanos entre 1900 e 1924. Em 1906 Lee De Forest inventou o tríodo de vácuo "Audion", tubos e válvulas electrónicas, com a capacidade de amplificar sinais eléctricos muito fracos, (um uso precoce foi para amplificar rádio transmissão de longa distância em 1915), que se tornou o base de todos os sistemas de som eléctricos posteriores, até a invenção do transístor. A válvula foi rapidamente seguida pela invenção do circuito regenerativo, do circuito super-regenerativo e do circuito receptor super-heterodino, todos eles inventados e patenteados pelos jovens gênios da electrónica Edwin Armstrong entre 1914 e 1922. As invenções de Armstrong proporcionavam maior fidelidade electrónica de gravação e reprodução facilitando o desenvolvimento do amplificador electrónico e muitos outros dispositivos. Após 1925 estes sistemas tinham-se tornado o padrão na indústria da rádio e da gravação.
Apesar de Armstrong ter publicado estudos fundamentais sobre o funcionamento do tríodo a vácuo antes da I Guerra Mundial, os cientistas da Bell Telephone Laboratories desenvolveram a sua própria filosofia sobre o tríodo e estavam a utilizar o audion como um repetidor nos circuitos fracos do telefone. Em 1925, foi possível criar uma chamada telefónica de longa distância com estes repetidores entre Nova Iorque e São Francisco, durante 20 minutos, ambas as partes foram ouvidas claramente. Com esta proeza técnica, Joseph P. Maxfield e Henry C. Harrison da Bell Telephone Laboratories tornaram-se peritos no uso de circuitos eléctricos análogos aos mecânicos e em aplicar esses princípios para a gravação e reprodução. Em 1924 estavam prontos para demonstrar os resultados obtidos utilizando o microfone de condensador Wente e do amplificador a válvulas para imprimir um master de gravação áudio.
Entretanto, a rádio continuou a desenvolver-se. As invenções inovadoras de Armstrong (incluindo a rádio FM), tornaram possível a transmissões de voz e música através da radiodifusão de longo alcance e da rádio de alta fidelidade. A importância de Armstong e do receptor super-heterodino não pode ser sobrestimado pois é o componente central de quase todas os sistemas de amplificação tanto analógico como dos transmissor e receptor digitais de radiofrequência actuais.
No início da I Guerra Mundial foram realizadas experiências nos Estados Unidos e na Grã-Bretanha para reproduzir, entre outras coisas, o som de um submarino (u-boat) para fins de treino. As gravações acústicas dessa altura provaram ser totalmente incapazes de reproduzir esse tipo de sons. A rádio tinha-se desenvolvido de forma independentemente e a Bell, procurou um casamento das duas tecnologias díspares, procurando obter uma maior do que as duas em separado. As primeiras experiências não foram muito promissoras, mas por volta de 1920 foi conseguida uma maior fidelidade sonora utilizando o sistema electrónico em relação ao que já tinha sido realizada acusticamente. Uma dessas gravações feita sem alarde ou divulgação, foi a dedicatória do Túmulo ao Soldado Desconhecido no Cemitério de Arlington.
No início de 1924 foram realizados progressos e a Bell organizou uma demonstração para as empresas líderes da gravação na altura, a Victor Talking Machine e a Columbia Phonograph Co's. No entanto a Columbia, com problemas financeiros e a Victor, essencialmente sem liderança desde o colapso mental do seu fundador Eldridge R. Johnson, deixaram a demonstração sem comentário. A Columbia inglesa, até então uma empresa separada, aderiu pressionada pela Pathé que percebeu a necessidade imediata e urgente de um novo sistema. A Bell estava apenas a oferecer o seu método às empresas dos EUA e para contornar essa situação, o director da Columbia inglesa Louis Sterling, comprou a sua empresa-mãe avançando dessa forma para a gravação electrónica. Quando a Victor Talking Machine foi informada do negócio da Columbia, não quiseram ficar atrás e também aderiram ao sistema. A Columbia realizou as suas primeiras gravações electrónicas a 25 de fevereiro de 1925 seguida pela Victor algumas semanas mais tarde. No entanto, as duas empresas acordaram não dizer nada até novembro de 1925, altura em que teriam repertório suficiente disponível para comercialização.

## Outros formatos de gravação

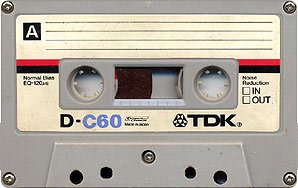
Fita cassette TDK

Na década de 1920, o início do filme sonoro apresentou um novo sistema intitulado de som em película ou som óptico, tecnologia que utilizava células fotoeléctricas para gravar e reproduzir sinais sonoros que eram registadas opticamente na película. A introdução dos filmes sonoros, encabeçada pelo The Jazz Singer em 1927 (embora tenha sido utilizado o sistema de som Vitaphone, som em disco, e não em película), levou ao rápido desaparecimento do cinema ao vivo, com músicos e orquestras, passando a ser substituídos por som pré-gravado, causando a perda de muitos postos de trabalho. A Federação Americana de Músicos colocou anúncios em jornais, a protestar contra a substituição dos verdadeiros músicos por dispositivos mecânicos, principalmente em teatros.
Este período também viveu outros acontecimentos históricos, incluindo a introdução do primeiro sistema prático de gravação magnética, o gravador em fio magnético, que foi baseado no trabalho do inventor dinamarquês Valdemar Poulsen. As gravações em fio magnético eram eficazes, mas a qualidade do som era fraca, por isso entre a I e a II guerra mundial eram utilizados principalmente para gravação de voz e comercializadas com o nome de ditafones. Em 1930 o pioneiro da rádio Guglielmo Marconi desenvolveu um sistema de gravação magnética usando fita de aço. Era o mesmo material utilizado para fazer lâminas de aço e, não surpreendentemente, os temíveis gravadores Marconi-Stille foram considerados tão perigoso que tinha técnicos a operá-los em uma sala separada por razões de segurança. Devido à alta velocidade exigida pela gravação, eles utilizavam enormes bobines com um metro de diâmetro e as finas lâminas de fita partiam-se frequentemente, projectando aguçadas lâminas de aço por todo o lado.
O K1 (Magnetofone) foi o primeiro gravador realmente funcional desenvolvido pela AEG na Alemanha em 1935.

### Multimédia
- Millard, Andre, "Edison's Tone Tests and the Ideal of Perfect Reproduction", Lost and Found Sound, intervista na National Public Radio.